# Jakob Sporrenberg
Jakob Sporrenberg (né le 16 septembre 1902 à Düsseldorf; mort le 6 décembre 1952 à Varsovie) était un haut-responsable SS (Brigadeführer) en Biélorussie et à Lublin.
Sporrenberg a rejoint le NSDAP en 1925. En 1929, il est devenu membre des ""Sturmabteilung" (SA) et un an plus tard des "Schutzstaffel" (SS). De 1941 à 1943 il a été "SS- und Polizeiführer" (SSPF) en Biélorussie. Puis il a remplacé Odilo Globocnik à Lublin. C'est là qu'il a organisé l'Aktion Erntefest.
Après la guerre, il a été condamné à mort et exécuté en 1952.